# Corneille des Célèbes
Corvus typicus
Espèce
Statut de conservation UICN

 LC  : Préoccupation mineure
La Corneille des Célèbes (Corvus typicus) est une espèce d'oiseaux de l'ordre des Passeriformes et de la famille des Corvidae qui peuple les îles Célèbes, Muna et Buton, en Indonésie.

## Description
Mesurant 35 à 40 cm, c'est un petit corvidé au plumage bicolore: la tête et le corps sont d'un noir brillant, à l'exception de la nuque, la poitrine, le haut du manteau et le ventre qui sont blancs. Il est donc aisément distinguable de l'autre corvidé avec qui il cohabite, la Corneille à bec fin, qui est entièrement noire. L'iris est brun foncé. Le bec et les pattes sont noirs.
Les deux sexes sont similaires. Le jeune est plus terne que l'adulte, avec les parties blanches souillées de brun.

## Répartition et habitat
Comme son nom l'indique, la Corneille des Célèbes est endémique au centre et au sud de l'île Célèbes, ainsi qu'aux îles voisines Muna et Buton.
Très commune selon la zone, elle se trouve dans les forêts tropicales primaires et secondaires, à la fois en plaine et dans les collines : elle monte jusqu'à 1 600 m dans la Célèbes centrale et jusqu'à 2 150 m dans la Célèbes du sud.

## Écologie et comportement
Omnivore, elle se nourrit de petits invertébrés et de leurs larves, ainsi que de fruits comme les figues. Elle cherche sa nourriture dans la canopée, en petits groupes souvent bruyants. 
Aucune information n'est disponible sur sa reproduction.
Très bruyante, elle émet des cris stridents et sifflements variés, atypiques pour un corvidé, parfois comparé à ceux des étourneaux.

## Taxonomie
Elle a été décrite par le naturaliste français Charles-Lucien Bonaparte en 1853. Certains auteurs l'ont placée dans un genre à part, Nesocorax, dont elle était le type. L'espèce est monotypique.